# 五町村 (岐阜県)
五町村（ごちょうむら）はかつて岐阜県郡上郡に存在した村である。
現在の郡上市八幡町五町に該当する。

## 歴史
- 1889年（明治22年）7月1日 - 町村制により、五町村が発足。
- 1897年（明治30年）4月1日 - 初音村、河鹿村、瀬取村、中坪村と合併し川合村発足。同日五町村は廃止。